# Ukak River
Der Ukak River ist ein 25 km langer Zufluss des Naknek Lake im Südwesten des US-Bundesstaats Alaska.

## Verlauf
Der Ukak River verläuft im Katmai-Nationalpark. Sein Einzugsgebiet umfasst das Valley of Ten Thousand Smokes, ein 64 km² großes Areal, das im Jahr 1912 infolge eines Vulkanausbruchs von der Asche pyroklastischer Ströme bedeckt wurde.
Der Ukak River hat seinen Ursprung in einem 19 ha großen etwa 180 m hoch gelegenen namenlosen See. Er fließt anfangs als kleines Flüsschen etwa 3 km nach Nordosten. Dort trifft er auf den vielfach größeren Unterlauf des River Lethe, des hydrologischen Hauptstrangs des Flusssystems. Der Unterlauf des River Lethe unterhalb von Three Forks, den Einmündungen von Knife Creek und Windy Creek, wird häufig als der „Oberlauf des Ukak River“ bezeichnet. Der Ukak River fließt nach dem Zusammentreffen mit dem River Lethe 3 km nach Nordosten, wobei er entlang der Vulkanascheschicht verläuft. Der Ukak River passiert eine Engstelle und wendet sich in Richtung Nordnordost. Auf den folgenden 6,5 Kilometern fließt er als ein verflochtener Fluss durch die Tundralandschaft. Anschließend folgt ein knapp 3 km langer Abschnitt, in dem er sich in einem relativ schmalen Flussbett schlängelt. Der Ukak River erreicht das südliche Ende eines großen Schwemmfächers, auf den auch der Ikagluik Creek von Osten her trifft. Der Ikagluik Creek floss früher entlang dem östlichen Rand des Schwemmfächers zum Savonoski River. Mittlerweile fließt sein Wasser größtenteils zum Ukak River. Dieser durchquert den Schwemmfächer in nordwestlicher Richtung und mündet schließlich in das Ostufer des Iliuk Arm, eines Teilsees des Naknek Lake.

## Einzugsgebiet
Der Ukak River entwässert ein Areal von etwa 817 km², dabei ist das Einzugsgebiet des Ikagluik Creek eingerechnet. Das Einzugsgebiet reicht im Süden und im Südosten bis zu den Vulkanen Mount Mageik und Mount Katmai.

## Namensgebung
Der von den Ureinwohnern stammende Flussname wurde 1917 von R. F. Griggs von der National Geographic Society veröffentlicht.